# The Other Person
The Other Person er en stumfilm fra 1921 af Maurits Binger og B.E. Doxat-Pratt.

## Medvirkende
- Zoe Palmer som Alice Dene
- Adelqui Migliar som Andrew Grain
- Arthur Pusey som Chris Larcher
- E. Story Gofton som Dr. Press
- Willem Hunsche som Amos Larcher
- Ivo Dawson som Squire Grain
- Nora Hayden som Dolly Banks